# Ida de Eschaumburgo-Lipa
Ida de Eschaumburgo-Lipa (28 de Julho de 1852 – 28 de Setembro de 1891) foi a consorte de Henrique XXII, Príncipe Reuss de Greiz entre 1872 e a sua morte. Era mãe de Hermínia Reuss de Greiz, segunda esposa de Guilherme II, o último imperador da Alemanha.

## Família e primeiros anos
Ida era filha de Adolfo I, Príncipe de Eschaumburgo-Lipa e da sua esposa, a princesa Hermínia de Waldeck e Pyrmont. Os seus irmãos incluíam Jorge, Príncipe de Eschaumburgo-Lipa e o príncipe Adolfo de Eschaumburgo-Lipa, marido da princesa Vitória da Prússia.
Apesar de ter nascido numa família nobre, Ida e os irmãos foram educados de forma muito simples. Uma testemunha afirmou que ela e os irmãos "sabiam mais sobre cozinha do que muitas mulheres de classes mais baixas". Ida recebeu também uma boa educação intelectual e sabia discutir filosofia e ciência sozinha com homens intelectuais do seu principado.

## Casamento e descendência
A 8 de Outubro de 1872, Ida casou-se com Henrique XXII, o príncipe soberano de Reuss desde que tinha atingido a maioridade em 1867. Assim, Ida tornou-se sua consorte e passou a ser tratada como Sua Alteza Sereníssima, a princesa Reuss de Greiz.
Juntos, tiveram os seguintes filhos:
1. Henrique XXIV, Príncipe  Reuss de Greiz (20 de Março de 1878 – 13 de Outubro de 1927), foi oficialmente príncipe soberano de Greiz, mas, devido à sua incapacidade mental, o governo foi assumido por um primo. Nunca se casou nem deixou descendentes.
2. Ema Reuss de Greiz (17 de Janeiro de 1881 – 6 de Janeiro de 1961), casada com o conde Erich von Ehrenburg (1880–1930); com descendência.
3. Maria Reuss de Greiz (26 de Março de 1882 – 1 de Novembro de 1942) casada com Ferdinand von Gnagnoni (1878–1955); sem descendência.
4. Carolina Reuss de Greiz (13 de Julho de 1884 – 13 de Janeiro de 1905), casada com Guilherme Ernesto, Grão-duque de Saxe-Weimar-Eisenach (1876–1923); sem descendência.
5. Hermínia Reuss de Greiz (17 de Dezembro de 1887 – 7 de Agosto de 1947), casada primeiro com o príncipe João Jorge de Schoenaich-Carolath (1873–1920); com descendência. Casada depois com o ex-kaiser Guilherme II (1859–1941); sem descendência
6. Ida Reuss de Greiz (4 de Setembro de 1891 – 29 de Março de 1977), casada com o conde Christoph Martin III de Stolberg-Roßla; com descendência.

## Morte
Ida morreu a 28 de Setembro de 1891, no mesmo ano em que ocorreu o incidente diplomático de Viena, quando tinha trinta-e-nove anos de idade, em Schleiz. A sua morte foi considerada uma tragédia, uma vez que era um dos poucos membros de famílias reais alemãs que era adorado por todos.

## Títulos, formas de tratamento, honras e brasão de armas

### Títulos e formas de tratamento
- 28 de Julho de 1852  – 8 de Outubro de 1872: Sua Alteza Sereníssima, a princesa Ida de Eschaumburgo-Lipa[1]
- 8 de Outubro de 1872 – 28 de Setembro de 1891: Sua Alteza Sereníssima, a princesa Reuss de Greiz

## Genealogia
| Ida de Eschaumburgo-Lipa | Pai: Adolfo I, Príncipe de Eschaumburgo-Lipa | Avô paterno: Jorge Guilherme, Príncipe de Eschaumburgo-Lipa | Bisavô paterno: Filipe II, Conde de Eschaumburgo-Lipa                 |
| Ida de Eschaumburgo-Lipa | Pai: Adolfo I, Príncipe de Eschaumburgo-Lipa | Avô paterno: Jorge Guilherme, Príncipe de Eschaumburgo-Lipa | Bisavó paterna: Juliana de Hesse-Philippsthal                         |
| Ida de Eschaumburgo-Lipa | Pai: Adolfo I, Príncipe de Eschaumburgo-Lipa | Avó paterna: Ida de Waldeck e Pyrmont                       | Bisavô paterno: Jorge I, Príncipe de Waldeck e Pyrmont                |
| Ida de Eschaumburgo-Lipa | Pai: Adolfo I, Príncipe de Eschaumburgo-Lipa | Avó paterna: Ida de Waldeck e Pyrmont                       | Bisavó paterna: Augusta de Schwarzburg-Sondershausen                  |
| Ida de Eschaumburgo-Lipa | Mãe: Hermínia de Waldeck e Pyrmont           | Avô materno: Jorge II, Príncipe de Waldeck e Pyrmont        | Bisavô materno: Jorge I, Príncipe de Waldeck e Pyrmont                |
| Ida de Eschaumburgo-Lipa | Mãe: Hermínia de Waldeck e Pyrmont           | Avô materno: Jorge II, Príncipe de Waldeck e Pyrmont        | Bisavó materna: Augusta de Schwarzburg-Sondershausen                  |
| Ida de Eschaumburgo-Lipa | Mãe: Hermínia de Waldeck e Pyrmont           | Avó materna: Ema de Anhalt-Bernburg-Schaumburg-Hoym         | Bisavô materno: Vítor II, Príncipe de Anhalt-Bernburg-Schaumburg-Hoym |
| Ida de Eschaumburgo-Lipa | Mãe: Hermínia de Waldeck e Pyrmont           | Avó materna: Ema de Anhalt-Bernburg-Schaumburg-Hoym         | Bisavó materna: Amália de Nassau-Weilburg                             |